# 1935年オーストラリア選手権 (テニス)
1935年 オーストラリア選手権（1935ねんオーストラリアせんしゅけん、1935 Australian Championships）に関する記事。オーストラリア・メルボルン市内にある「クーヨン・テニスクラブ」にて開催。

## 大会の流れ
- 本年度のシード選手については、男子シングルスは8名が選ばれ、女子シングルスは順位を定めていない。
- 初期の全豪選手権のように、外国人出場者が少なかった時期は、地元オーストラリア人選手の国旗表示を省略する。

## シード選手

### 男子シングルス
1. フレッド・ペリー　（準優勝）
2. ジャック・クロフォード　（優勝、2年ぶり4度目）
3. ロデリク・メンツェル　（ベスト8）
4. クリスチャン・ボッサス　（3回戦）
5. ビビアン・マグラス　（ベスト4）
6. エイドリアン・クイスト　（ベスト4）
7. バーノン・カービー　（2回戦＝初戦）
8. ジョルジオ・デ・ステファーニ　（ベスト8）

## 大会経過

### 男子シングルス
準々決勝
- フレッド・ペリー vs.  ジョルジオ・デ・ステファーニ　6-0, 6-0, 6-0
- ビビアン・マグラス vs. ドン・ターンブル　9-7, 5-7, 6-4, 2-6, 6-3
- ジャック・クロフォード vs. エドガー・ムーン　6-0, 10-8, 6-2
- エイドリアン・クイスト vs.  ロデリク・メンツェル　6-1, 6-3, 8-10, 1-6, 6-1

準決勝
- フレッド・ペリー vs. ビビアン・マグラス　6-2, 6-3, 6-1
- ジャック・クロフォード vs. エイドリアン・クイスト　6-1, 1-6, 6-2, 3-6, 6-3

### 女子シングルス
準々決勝
- ドロシー・ラウンド vs. メイ・ブリック　6-4, 6-0
- エミリー・フッド・ウェスタコット vs.  イブリン・ディアマン　9-7, 7-5
- ネル・ホール・ホップマン vs. ジョーン・ウォルターズ　4-6, 6-1, 6-3
- ナンシー・ライル vs. ルイーズ・ビカートン　6-2, 8-6

準決勝
- ドロシー・ラウンド vs. エミリー・フッド・ウェスタコット　6-4, 6-2
- ナンシー・ライル vs. ネル・ホール・ホップマン　6-1, 7-5

## 決勝戦の結果
- 男子シングルス：ジャック・クロフォード vs.  フレッド・ペリー　2-6, 6-4, 6-4, 6-4
- 女子シングルス： ドロシー・ラウンド vs.  ナンシー・ライル　1-6, 6-1, 6-3
- 男子ダブルス：ジャック・クロフォード＆ビビアン・マグラス vs.  フレッド・ペリー＆ ジョージ・ヒューズ　6-4, 8-6, 6-2
- 女子ダブルス： ナンシー・ライル＆ イブリン・ディアマン vs. ルイーズ・ビカートン＆ネル・ホール・ホップマン　 6-3, 6-4
- 混合ダブルス： クリスチャン・ボッサス＆ルイーズ・ビカートン vs.  バーノン・カービー＆ボンド夫人　1-6, 6-3, 6-3